# The Raven (1963)
The Raven (br: O Corvo) é um filme estadunidense de 1963 do gênero comédia de horror, produzido e dirigido por Roger Corman. É parte da série de adaptações do diretor inspiradas na obra de Edgar Allan Poe para a American International Pictures. Esse filme teve roteiro de Richard Matheson baseado no poema "The Raven".
Três décadas antes havia sido lançado filme com o mesmo nome e com Boris Karloff no elenco (que reaparece aqui) mas não há ligações entre ambas as produções. Houve uma romantização do filme escrita por Eunice Sudak e publicada por Lancer Books.

## Sinopse
Em 1506, o feiticeiro Dr. Erasmus Craven lamenta a morte de sua esposa Lenore, para frustração de sua filha Estelle. Uma noite ele ajuda a restaurar o mago Dr. Bedlo, transformado em corvo por Dr. Scarabus. Bedlo afirma que Lenore está viva no castelo de Scarabus, e eles viajam para lá com Estelle e o filho de Bedlo, Rexford. Scarabus finge ser hospitaleiro, mas Bedlo trai Craven, revelando que Scarabus quer seus poderes. Lenore atormenta Craven, tendo fingido sua morte para ficar com Scarabus. Preso, Craven se recusa a ceder, mas Bedlo, fingindo fugir, ajuda Rexford a libertá-los. Craven e Scarabus duelam, destruindo o castelo. Craven vence, rejeita Lenore e foge com seus aliados. Scarabus sobrevive, mas perde sua magia. Ainda um corvo, Bedlo implora para ser restaurado, mas Craven o silencia por vingança.

## Elenco
- Vincent Price...Dr. Esramus Craven
- Peter Lorre...Dr. Adolphus Bedlo
- Boris Karloff...Dr. Scarabus
- Jack Nicholson...Rexford Bedlo
- Hazel Court...Lenore Craven
- Olive Sturgess...Estelle Craven